# Мальковичский сельсовет
Мальковичский сельсовет — административная единица на территории Ганцевичского района Брестской области Белоруссии. Административный центр — агрогородок Мальковичи.

## История
Создан 12 октября 1940 года в составе Ганцевичского района Пинской области. С 8 января 1954 года — в Брестской области. С 25 декабря 1962 года по 30 июля 1966 года в составе Лунинецкого района.

## Состав
Мальковичский сельсовет включает 3 населённых пункта:
| Населённый пункт | Статус      | Площадь, км² | Население | Население | +/–   | СОАТО         | Координаты                      |
| Населённый пункт | Статус      | Площадь, км² | 2009      | 2019      | +/–   | СОАТО         | Координаты                      |
| ---------------- | ----------- | ------------ | --------- | --------- | ----- | ------------- | ------------------------------- |
| Задубье          | деревня     | 2,9463       | 317       | 168       | ▼ 149 | 1 216 820 036 | 52°31′45″ с. ш. 26°26′55″ в. д. |
| Липск            | деревня     | 1,3039       | 244       | 140       | ▼ 104 | 1 216 820 041 | 52°33′00″ с. ш. 26°41′43″ в. д. |
| Мальковичи       | агрогородок | 7,5481       | 1393      | 942       | ▼ 451 | 1 216 820 046 | 52°32′07″ с. ш. 26°35′44″ в. д. |
| ВСЕГО            | ВСЕГО       | ВСЕГО        | 1954      | 1250      | ▼ 704 |               |                                 |

Источник: 

## Культура
- Библиотека-музей в аг. Мальковичи